# Y te parece todavía
«Y te parece todavía» es un tango cuya letra pertenece a Abel Aznar en tanto que la música es de Juan Carlos Howard, que fue grabado por Héctor Varela en  la voz de Armando Laborde el 24 de febrero de 1959 y registrado en SADAIC el 22 de mayo del mismo año.
Un tango importante en el repertorio de Aznar es Y te parece todavía. Es un tango muy bien escrito que curiosamente las mujeres han sido las que más se han lucido al interpretarlo, al punto que para más de un tanguero el protagonista de la historia es una mujer, aunque en la letra no hay ninguna referencia a la sexualidad del personaje. El estribillo es un clásico del tango: “Y te parece todavía, que te puedo perdonar, vos serás como una herida, para el resto de mi vida, pero otra cosa, jamás”...el o la protagonista no perdona y, como me dijera un veterano de la guardia vieja: “Esa incapacidad para perdonar es lo que le otorga al tango un perfil femenino

## Grabaciones
Entre los artistas que grabaron este tango se encuentran Beba Bidart, Armando Laborde con la orquesta de Héctor Varela, Jorge Falcón, con la misma orquesta y María Graña, entre otros. 